# Крістофер Ламберт
Крістофер Ла́мберт, справжнє ім'я Кристо́ф Гі Дені Ламбе́р, фр. Christophe Guy Denis Lambert, англ. Christopher Lambert (*29 березня 1957, Лонг-Айленд, штат Нью-Йорк) — французький і американський актор, лауреат премії «Сезар» (1986).
За 30 років кінокар'єри знявся більше, ніж у 50 картинах.

## Біографія

### Ранні роки
Ламберт народився у Грейт-Нек, Нью-Йорк. Його батько був французьким дипломатом в Організації Об'єднаних Націй.

### Кар'єра
З 22 років почав зніматися в кіно. Перші французькі фільми, в котрих знімався Ламберт, не принесли актору ніякої слави.
Наступна робота актора в кіно — безсмертний Коннор Маклауд у фільмі австралійського кліпмейкера Рассела Малкехі «Горець», після якого Ламберт став суперзіркою міжнародного класу і закріпив за собою статус героїв фільмів жанру «екшн». Шотландець Коннор Маклауд, вбитий у битві, містичним чином воскресає, виявившись представником древньої безсмертної раси воїнів, котрих можна позбавити життя, лише відрубавши голову мечем. Давнє пророцтво змушує його вступити у бій, від котрого залежить доля всіх смертних. Це багатовікова дуель між безсмертними за владу, яка не повинна потрапити до рук воїна Кургана — втілення зла. Акторський дует Ламберта і його партнера Шона Коннері, сюжет, спецефекти, вміла режисура і музика гурту «Queen» викликали глядацьке захоплення. «Горець» надихнув на створення 4 сиквелів, мультсеріалу, телесеріалу і великої кількості коміксів. В телесеріалі головну роль зіграв Едріан Пол; його герой Дункан Маклауд був молодшим братом і учнем Коннора. Кристофер з'явився у першій серії як запрошений.
З 2007 р. Крістофер Ламберт зустрічається з Софі Марсо, з якою він знявся у фільмах «Пропала в Довілі» (2007) і «Картагена» (2009). Марсо та Ламберт одружилися в 2012, проте 11 червня 2014 р. пара сповістила про свій «дружній розрив» стосунків.

## Фільмографія
- 1979 — Бувайте, парубки / Ciao, les mecs
- 1980 — Злочинці в ночі / Le Bar du téléphone
- 1984 — Грейсток.Тарзан повелитель мавп / Greystoke: The Legend of Tarzan
- 1985 — Підземка / Subway
- 1986 — Горець / Highlander
- 1986 — Я люблю тебе / I Love You
- 1987 — Сицилієць / The Sicilian
- 1988 — Вбити священника / To Kill a Priest
- 1990 — Чому я? / Why Me?
- 1991 — Горець 2 / Highlander II: The Quickening
- 1992 — Хід королевою / Knight Moves
- 1992 — Фортеця / Fortress
- 1993 — Заряджена зброя 1 / Loaded Weapon 1
- 1994 — Горець 3: Останній вимір / Highlander III: The Sorcerer
- 1995 — Загнаний / The Hunted
- 1995 — Смертельна битва / Mortal Kombat
- 1996 — Північна зірка / North Star
- 1996 — Адреналін: Страх гонитви / Adrenalin: Fear the Rush
- 1997 — Нірвана / Nirvana
- 1997 — Арлетт / Arlette
- 1997 — Круті стволи / Mean Guns
- 1999 — Беовульф / Beowulf
- 2000 — Горець: Кінець гри / Highlander: Endgame
- 2000 — Фортеця 2: Повернення / Fortress 2: Re-Entry
- 2003 — Дженіс і Джон / Janis et John
- 2003 — Абсолон / Absolon
- 2007 — Зникла в Довілі / Жак Ренар
- 2012 — Примарний вершник 2 / Ghost Rider: Spirit of Vengenance
- 2012 — Іноземець / Чужденецът[4]
- 2012 — Одна та інша / L'una e l'altra (TV)
- 2012 — Моя щаслива зірка / Ma bonne étoile
- 2013 — Джерело / La Source (TV Series)
- 2013 — Кривавий постріл / Blood Shot
- 2014 — Джентльмен грабіжник / Electric Slide
- 2015 — Він плюс вона / Un + une
- 2015 — 10 днів у божевільні / 10 Days in a Madhouse
- 2018 — Кікбоксер: Реванш / Kickboxer: Retaliation